# Hayato Sakurai
Hayato Sakurai (桜井 速人, Sakurai Hayato), né le 24 août 1975, est un pratiquant de MMA japonais. Il est né à Ryūgasaki dans la préfecture d'Ibaraki au Japon. Il est surnommé Mach (マッハ, Mahha).
Sakurai combat en MMA depuis octobre 1996, et il fut considéré à un moment comme l'un des meilleurs combattants toutes catégories confondues. Il a combattu dans de nombreuses organisations telles que le Shooto, le Pride Fighting Championships, l'Ultimate Fighting Championship et le DEEP. Sakurai est un combattant très complet, avec de bonnes frappes et un très bon niveau de grappling. Il est arrivé second de sa catégorie lors de la compétition de l'ADCC en 1999, qui regroupe tous les meilleurs grappleurs de la planète. 
Il a une impressionnante liste de victoires contre les vétérans de l'UFC que sont Frank Trigg, Jens Pulver, Dave Menne et Yves Edwards, contre l'ancien champion de Shooto en 160lb, Joachim Hansen, contre la superstar du Shooto Caol Uno, et contre Luiz Azeredo.
Le 31 décembre 2005 Sakurai rencontra la star Takanori Gomi pour le premier championnat du monde des poids léger (160 lb) du PRIDE Fighting Championships. Sakurai gagna l'avantage en début de combat grâce à ses coups de pied mais après une tentative de projection, Gomi réussit à prendre le dos de Sakurai et lui infligea un KO à 3:56 dans le premier round.
Le 26 aout 2006, Mach rencontra Luciano Azevedo lors du Bushido 12. Après plusieurs minutes de ground-and-pound par Azevedo, les deux combattants furent remis debout, et Mach esquiva alors toutes les tentatives de takedowns d'Azevedo et réussit à placer un coup de genou à la tête de son adversaire, le mettant TKO sur coupure. 
Malgré son statut de vétéran du MMA, Sakurai reste dans le top trois des meilleurs combattant poids léger au monde.

## Palmarès en MMA
| 51 combats     | 37 victoires | 12 défaites |
| Par KO         | 11           | 4           |
| Par soumission | 10           | 4           |
| Sur décision   | 16           | 4           |
| Égalités       | 2            | 2           |